# Edwin Armstrong
Edwin Howard Armstrong (Nova Iorque, 18 de dezembro de 1890 — Nova Iorque, 31 de janeiro de 1954) foi um engenheiro eletricista estadunidense. Inventou o processo de transmissão de sinais de rádio por frequência modulada rádio FM. Edwin Howard Armstrong nasceu na cidade de Nova Iorque em 1890. Estudou na Universidade Columbia onde também se tornou professor. Inventou o circuito regenerativo patenteado em 1914, o circuito super regenerativo em 1922 e o receptor super heteródino em 1918.

## Biografia
Apaixonado por radioamadores, Armstrong construiu seu primeiro rádio aos 17 anos. Em 1909 ingressou na Universidade de Columbia onde se formou em engenharia em 1913. No mesmo ano criou o circuito heteródino, que é o oscilador de válvula com circuito de reação, que melhorou a sensibilidade dos receptores de rádio.
Em 1918 ele patenteou o circuito super-heteródino, que, no entanto, já havia sido criado anteriormente por Lucien Levy, então ele perdeu a "paternidade" da invenção após uma longa disputa judicial.
Em 1919, voltando para casa da França (onde havia participado da guerra no serviço de telecomunicações do Exército dos EUA), viu-se envolvido em um julgamento com Lee De Forest (outro grande pioneiro do rádio) sobre a prioridade de inventar o circuito de alimentação. voltar: após 12 anos de disputas judiciais, a prioridade foi dada à De Forest. Outra razão para disputas legais relacionadas às patentes apresentadas pela Armstrong tem sido a técnica de modulação de frequência. Durante a década de 1930, a única técnica de modulação difundida era a modulação de amplitude: todos os equipamentos das grandes empresas de comunicações corriam o risco de se tornar obsoletos. Por esta razão, houve uma desconfiança inicial da nova alternativa de Armstrong. A FCC, comissão encarregada de atribuir uma banda à técnica de FM, optou pela atualmente em uso (87,5 - 108 MHz), embora Armstrong tenha demonstrado a real conveniência de uma distribuição de frequência diferente, a fim de reduzir seu tamanho.
Durante a Segunda Guerra Mundial participou no aperfeiçoamento da modulação de frequência em longas distâncias e radar de ondas contínuas.
Sua última invenção (1953) foi um sistema para múltiplas transmissões em modulação de frequência no mesmo comprimento de onda (Multiplexing FM), de modo que mais de um programa pode ser transmitido simultaneamente sem alterar o comprimento de onda.
Pouco antes de expirarem os termos legais de suas patentes, ele foi forçado a aceitar um acordo financeiro com a RCA para cobrir as pesadas custas judiciais. Caindo em depressão, suicidou-se em 31 de janeiro de 1954, jogando-se do 13º andar de sua casa em Nova York vestindo um casaco e um chapéu. Na nota deixada para sua esposa, ele escreveu "Que Deus o ajude e tenha piedade de minha alma". Sua viúva, Marion, foi secretária do então presidente da RCA David Sarnoff antes de se casar com ele; voltou ao tribunal sobre a questão das patentes, ela conseguiu prevalecer no final dos anos setenta.

## Patentes
- Patente E.U.A. 2 630 497 : "Frequency Modulation Multiplex System"
- Patente E.U.A. 2 602 885 : "Radio Signaling"
- Patente E.U.A. 2 540 643 : "Frequency-Modulated Carrier Signal Receiver"
- Patente E.U.A. 2 323 698 : "Frequency Modulation Signaling System"
- Patente E.U.A. 2 318 137 : "Means for Receiving Radio Signals"
- Patente E.U.A. 2 315 308 : "Method and Means for Transmitting Frequency Modulated Signals"
- Patente E.U.A. 2 295 323 : "Current Limiting Device"
- Patente E.U.A. 2 290 159 : "Frequency Modulation System"
- Patente E.U.A. 2 276 008 : "Radio Rebroadcasting System"
- Patente E.U.A. 2 275 486 : "Means and Method for Relaying Frequency Modulated Signals"
- Patente E.U.A. 2 264 608 : "Means and Method for Relaying Frequency Modulated Signals"
- Patente E.U.A. 2 215 284 : "Frequency Modulation Signaling System"
- Patente E.U.A. 2 203 712 : "Radio Transmitting System"
- Patente E.U.A. 2 169 212 : "Radio Transmitting System"
- Patente E.U.A. 2 130 172 : "Radio Transmitting System"
- Patente E.U.A. 2 122 401 : "Frequency Changing System"
- Patente E.U.A. 2 116 502 : "Radio Receiving System"
- Patente E.U.A. 2 116 501 : "Radio Receiving System"
- Patente E.U.A. 2 104 012 : "Multiplex Radio Signaling System"
- Patente E.U.A. 2 104 011 : "Radio Signaling System"
- Patente E.U.A. 2 098 698 : "Radio Transmitting System"
- Patente E.U.A. 2 085 940 : "Phase Control System"
- Patente E.U.A. 2 082 935 : "Radio Signaling System"
- Patente E.U.A. 2 063 074 : "Radio Transmitting System"
- Patente E.U.A. 2 024 138 : "Radio Signaling System"
- Patente E.U.A. 1 941 447 : "Radio Telephone Signaling"
- Patente E.U.A. 1 941 069 : "Radiosignaling"
- Patente E.U.A. 1 941 068 : "Radiosignaling"
- Patente E.U.A. 1 941 067 : "Radio Broadcasting and Receiving System"
- Patente E.U.A. 1 941 066 : "Radio Signaling System"
- Patente E.U.A. 1 716 573 : "Wave Signaling System"
- Patente E.U.A. 1 675 323 : "Wave Signaling System"
- Patente E.U.A. 1 611 848 : "Wireless Receiving System for Continuous Wave"
- Patente E.U.A. 1 545 724 : "Wave Signaling System"
- Patente E.U.A. 1 541 780 : "Wave Signaling System"
- Patente E.U.A. 1 539 822 : "Wave Signaling System"
- Patente E.U.A. 1 539 821 : "Wave Signaling System"
- Patente E.U.A. 1 539 820 : "Wave Signaling System"
- Patente E.U.A. 1 424 065 : "Signaling System"
- Patente E.U.A. 1 416 061 : "Radioreceiving System Having High Selectivity"
- Patente E.U.A. 1 415 845 : "Selectively Opposing Impedance to Received Electrical Oscillations"
- Patente E.U.A. 1 388 441 : "Multiple Antenna for Electrical Wave Transmission"
- Patente E.U.A. 1 342 885 : "Method of Receiving High Frequency Oscillation"
- Patente E.U.A. 1 336 378 : "Antenna with Distributed Positive Resistance"
- Patente E.U.A. 1 334 165 : "Electric Wave Transmission" (Nota: Co-patente com Mihajlo Pupin)
- Patente E.U.A. 1 113 149 : "Wireless Receiving System"

  Pesquisa no banco de dados do Escritório de Marcas e Patentes dos EUA
As seguintes patentes foram emitidas para o espólio de Armstrong após sua morte:
- Patente E.U.A. 2 738 502 : "Radio detection and ranging systems" 1956
- Patente E.U.A. 2 773 125 : "Multiplex frequency modulation transmitter" 1956
- Patente E.U.A. 2 835 803 : "Linear detector for subcarrier frequency modulated waves" 1958
- Patente E.U.A. 2 871 292 : "Noise reduction in phase shift modulation" 1959
- Patente E.U.A. 2 879 335 : "Stabilized multiple frequency modulation receiver" 1959